# Bulldozer (EP)
Pour les articles homonymes, voir Bulldozer (homonymie).
Albums de Big Black
Lungs
(1983) Racer-X
(1984)
Bulldozer est le second EP de Big Black, sorti en 1983.
À l'inverse du précédent, Lungs, qui avait été réalisé par Steve Albini seul, aidé d'un magnétophone quatre pistes, Bulldozer est réalisé avec l'aide cordiale de Iain Burgess pour l'enregistrement et la production, et inclut des musiciens qui ont récemment rejoint le projet : Santiago Durango et Jeff Pezzati. Pat Byrne (qui jouera plus tard dans Urge Overkill) joue également de la batterie sur plusieurs morceaux.
Il sort en édition limitée et avec un visuel très travaillé (l'album n'a pas de pochette conventionnelle mais une enveloppe de métal), ce qui restera une caractéristique de nombre des albums ultérieurs d'Albini. Le nom du groupe y est gravé à l'acide et la pochette présente des photos sordides, comme des images prises dans un abattoir.

## Liste des titres
1. Cables - 2:40
2. Pigeon Kill - 1:47
3. I'm a Mess - 1:56
4. Texas - 4:02
5. Seth - 3:32
6. Jump the Climb - 2:59

## Personnel
- Jeff Pezzati - Guitare basse
- Santiago Durango - « smash » guitar
- Steve Albini - « klang » guitar, chant
- Roland
- Pat Byrne - batterie